# 今田寛
今田 寛（いまだ ひろし、1934年5月30日 - ）は、日本の心理学者。関西学院大学名誉教授。文学博士。専門分野は、学習心理学、基礎心理学、感情心理学。関西学院大学文学部教授、同大学学長（1997年4月から2002年3月まで）を歴任した。父は今田恵。

## 経歴
1934年、兵庫県西宮市生まれ。関西学院中学部・高等部、関西学院大学文学部心理学科卒業。同大学院文学研究科修了（心理学専攻）。1959年に同大学心理学科助手に就任、1963年アイオワ大学でPh.D.取得。1964年に関西学院大学心理学科専任講師、1968年に助教授、1975年に同大学教授に昇任した。1977年に関西学院大学で文学博士を取得。論文の題は「恐怖・不安の実験心理学的研究」。
1997年から2002年まで同大学学長を務めた。2003年に同大学を定年退職し、名誉教授に就任。2004年より2010年まで広島女学院大学学長を務めた。
1993年から1994年まで、関西心理学会会長（12代）。その他、日本心理学会理事、日本動物心理学会名誉会員、日本行動科学学会顧問を務めた。

## 受賞
- 瑞宝重光章（2011年）[5]
- 日本心理学会、第2回国際賞（功労賞）（2007年）、第8回国際賞（特別賞）（2013年）[6]

## 著書
- 今田寛（編集）、賀集寛（編集）、宮田洋（編集）: 心理学の基礎（培風館）ISBN 978-4563056704
- 今田寛（著）: 学習の心理学（培風館）ISBN 978-4563057435
- 今田寛（著）: 目に見えないもの 言葉にならないもの（二瓶社）ISBN 4-86108-000-2
- 今田寛（著）: 上ケ原キャンパスあれこれ - 昭和前中期の関西学院（関西学院大学出版会）ISBN 978-4862832849
- 今田寛（著）: ことわざから出会う心理学（ミネルヴァ書房）ISBN 978-4623092543